# Hatszepsut
Hatszepsut – faraon, władczyni starożytnego Egiptu z XVIII dynastii, z okresu Nowego Państwa. Panowała prawdopodobnie w latach 1503 p.n.e. do 1482 p.n.e., lub 1479 p.n.e. do 1458 p.n.e., lub 1472 p.n.e. do 1450 p.n.e.
Córka Totmesa I i królowej Ahmes, przyrodnia siostra i żona Totmesa II, z którym rywalizowała o sukcesję. Po śmierci Totmesa II objęła regencję w imieniu małoletniego Totmesa III. Prawdopodobnie w drugim lub trzecim roku regencji ogłosiła się władcą i przyjęła tytuł królewski, wywodząc swe prawo do tronu na podstawie, jak sama stwierdziła, współrządów ze swym ojcem, Totmesem I. Jej zasługą było rozszerzenie stosunków handlowych. 
Była jedną z czterech kobiet noszącą tytuł faraona. Była też najdłużej panującym faraonem-kobietą.

## Przed objęciem władzy

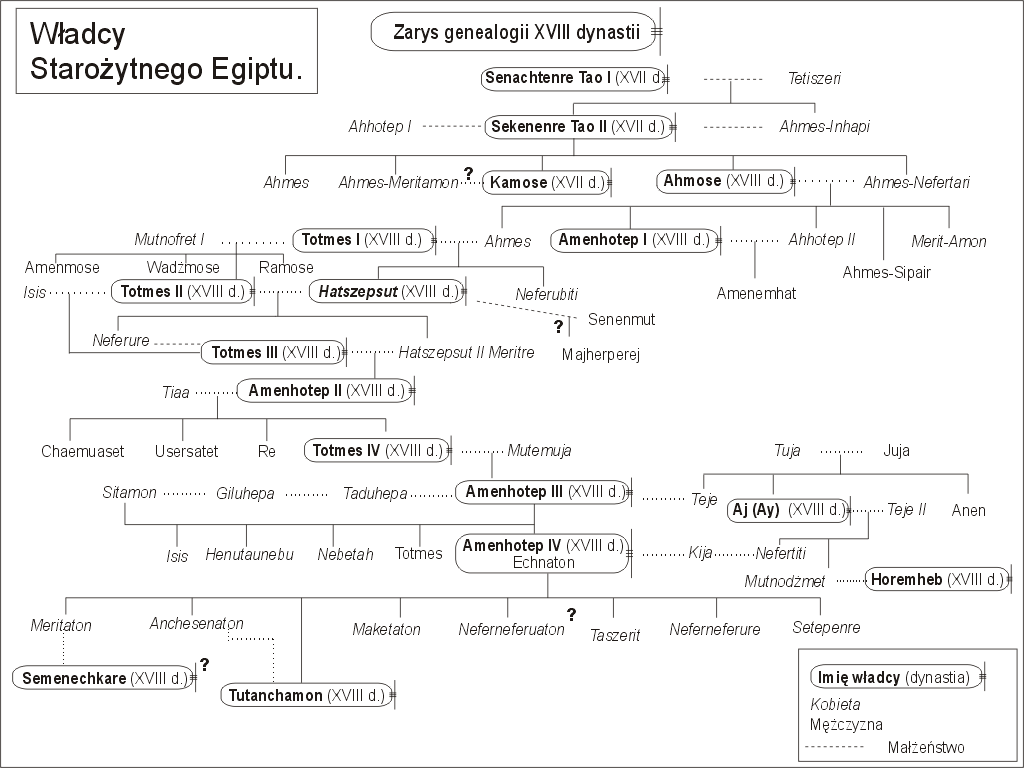
Zarys genealogii XVIII dynastii

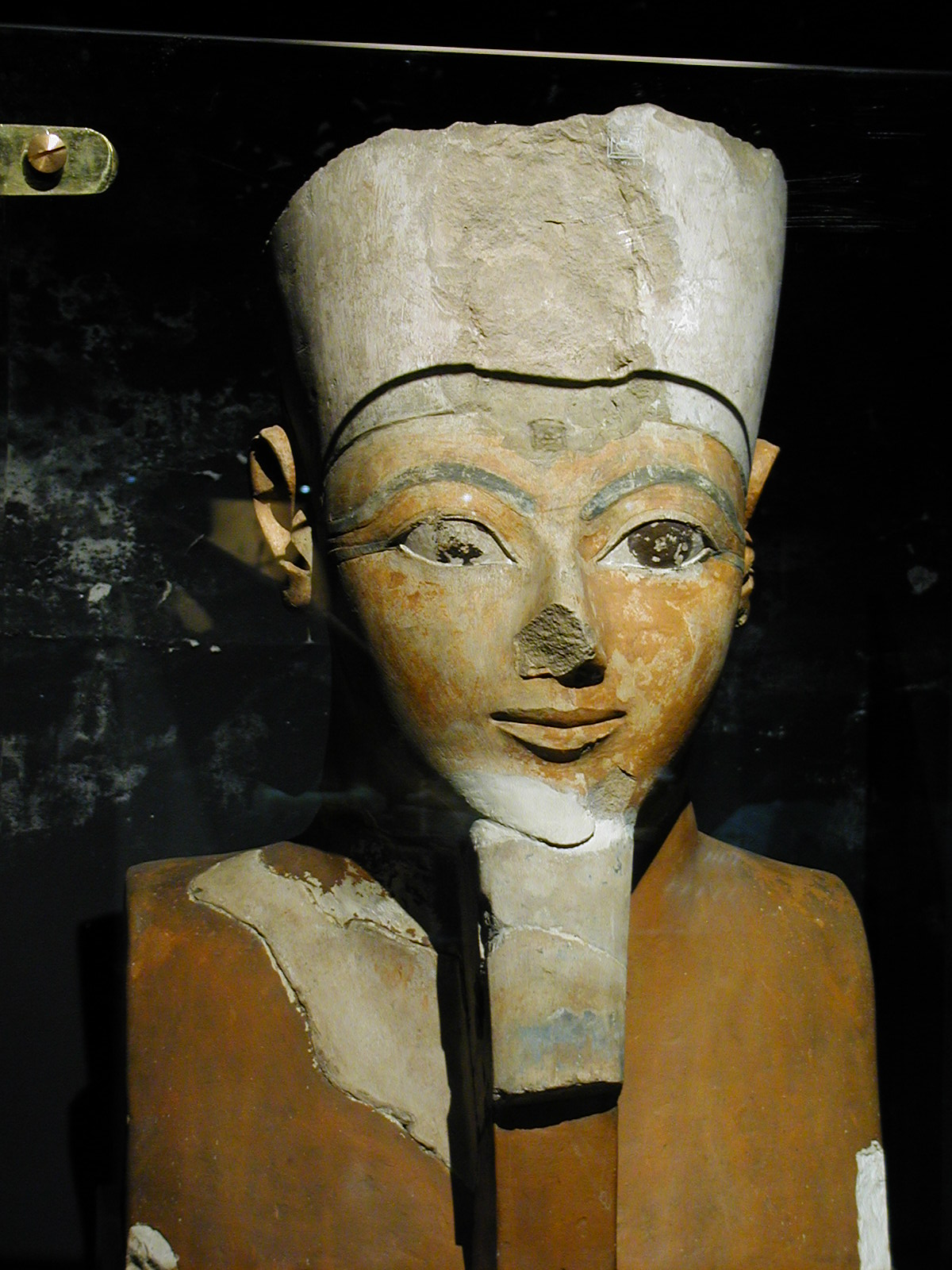
Głowa posągu Hatszepsut znalezionego w Luksorze

Hatszepsut była najstarszą córką Totmesa I i królowej Ahmes, siostry Amenhotepa I, siostrą (przyrodnią?) Amenmose i Wadżmose, oraz przyrodnią siostrą Totmesa II, którego matką była Mutnofret, drugorzędna żona Totmesa I. Najpierw Amenmose, a po jego śmierci Wadżmose byli następcami tronu przygotowanymi do tej funkcji. Nie było im jednak dane osiągnąć sukcesji. Zgodnie z zasadą dziedziczenia władzy przez męskich potomków, po śmierci następców pełnej krwi królewskiej, władzę odziedziczył Totmes II. Możemy przypuścić, że tron otworzył mu plan zamążpójścia z Hatszepsut. Prawdopodobnie pod wpływem głębokiego uczucia, jakim Hatszepsut była darzona przez swoich rodziców, otrzymała tytuł Boskiej Małżonki Amona jeszcze za życia swej matki, co było niezgodne z zasadą dziedziczenia tego tytułu dopiero po śmierci poprzedniczki. Po wstąpieniu na tron Totmes II pojął za żonę swoją przyrodnią siostrę Hatszepsut, która teraz otrzymała tytuł Wielkiej Małżonki Królewskiej, zachowując jednocześnie wcześniejszy.
Totmes II panował prawdopodobnie trzynaście lat, ale, jak się uważa, rzeczywistą władzę sprawowała jego żona, zajmując się najważniejszymi sprawami państwa. Dowodem na to może być stela umieszczona przez Ineni w jego grobowcu w Szeich Abd el Gurna (TT81), mówiąca że „...Król wstąpił do nieba i połączył się z Bogami. Jego syn zajął jego miejsce jako król Obu Krajów i był władcą na tronie tego, który go spłodził. Jego siostra, Boska Małżonka Hatszepsut, zajmowała się sprawami kraju; ona rządziła Obojgiem Krajów, jej płacono podatki...”.
Ze związku Totmesa II i Hatszepsut narodziły się dwie córki: Neferure i Meritre Hatszepsut. Hatszepsut wykreowała Neferure na księcia krwi, rozpowszechniając jej wizerunek jako męskiego potomka. Po wstąpieniu na tron przekazała jej swój tytuł Boskiej Małżonki Amona. Wszystko to wskazuje, że matka przygotowywała ją do objęcia władzy jako jej następczyni – faraon. Niestety, Neferure zmarła w młodym wieku, niwecząc wszelkie plany i nadzieje matki. Istnieją poglądy, iż Hatszepsut miała tylko jedną córkę. Jednakże w pierwszym grobowcu Senenmuta odnaleziono cegłę z tekstem, jak się wydaje przesądzającym o istnieniu drugiej córki – właśnie Meritre. Senenmut oświadcza: Piastowałem urzędy przy najmłodszej córce Hatszepsut – Meritre, a także przy pierworodnej Neferure. Nadal jednak nie rozstrzygnięto zagadki niezwykle ubogiego udokumentowania jej istnienia i pochodzenia.

## Regencja i władza
Po śmierci Totmesa II władzę objął małoletni Totmes III, syn drugorzędnej żony imieniem Iset (Isis). Hatszepsut, będąca jego ciotką, macochą i teściową (Totmes III w dzieciństwie pojął za żonę córkę Hatszepsut), objęła regencję. Jak się wydaje, w swym postępowaniu wzorowała się na swych poprzedniczkach, kobietach sprawujących regencje we wcześniejszych latach – głównie na Neferusobek, władczyni z końca XII dynastii. Przewyższyła jednak wszystkie swe poprzedniczki, odchodząc od regencyjnego systemu sprawowania władzy, gdy w drugim lub trzecim (według innych źródeł w siódmym) roku regencji koronowała się na króla, przyjmując tytuł faraona i pełną tytulaturę królewską. Małoletni Totmes III od tej pory był jedynie jej współwładcą.
W sprawowaniu władzy opierała się na kilku zaufanych osobistościach. Pierwszym i najważniejszym z nich, z którym oprócz polityki, wspólnych przedsięwzięć architektonicznych i gospodarczych, łączyło ją jeszcze uczucie, był Senenmut. Pochodził on z plebejskiej, niezamożnej rodziny osiadłej w okolicy Armant, pochodzącej najprawdopodobniej z rejonów kraju Wawat – Dolnej Nubii. Rodzicami jego byli Ramose i jego małżonka Hat-nefer. Kariera Senenmuta za panowania Hatszepsut jest jedną z najbardziej błyskotliwych w historii Egiptu. Jak się wydaje, niesprawiedliwy jest osąd, że zawdzięczał on względy królowej tylko dzięki intymnym stosunkom, jakie z nią utrzymywał (dowodem na to ma być graffiti w jednym z niedokończonych grobowców, przedstawiające ponoć Senenmuta podczas aktu płciowego z kobietą noszącą oznaki władzy królewskiej). W rzeczywistości Senenmut był urzędnikiem zarządzającym dworem królewskim, rzecznikiem królowej i Zarządcą Wszelkich Prac Budowlanych. Nosił wiele tytułów, świadczących o wysokich stanowiskach, jakie bezspornie piastował. Był Zarządcą Powójnego Domu Złota, Ogrodu Amona, Pól Amona, Kapłanem Barki Amona, Wielkim Zarządcą Dóbr Amona, Zarządcą Dóbr Królewskiej Córki Neferure i Zarządcą Stad Amona. Dowodem na niezwykły jego związek z królową oraz znaczne względy, jakimi go darzyła, jest niewątpliwie zgoda królowej na wykonanie wielu wizerunków i rzeźb Senenmuta w towarzystwie królowej, między innymi w cenotafie w Gebel el-Silsila oraz na graffiti z Sehel, na którym sam kazał przedstawić się w postaci równej wielkością z postacią królowej, a więc na równi ważnej. Istnienie takich przedstawień pozwala sądzić o zgodzie królowej na ich wykonywanie. Można przypuszczać, że wszelkie rzeźby i reliefy przedstawiające Senenmuta są jego hołdem i wyrazem całkowitego oddania i wierności Hatszepsut. Trzy spośród posągów – kubiczne przedstawienia Senenmuta, trzymającego w ramionach małą księżniczkę Neferure – zawierają w tekstach wyrytych na ramionach posągu kryptogramy, stanowiące rebusy, a mające wyrażać dowód na wieczne oddanie Senenmuta królowej poprzez zakodowanie w nich imion Hatszepsut. Podobne kryptogramy znajdują się na wielu innych przedmiotach i skarabeuszach. Większość dotyczy imienia koronacyjnego Maat-Ka-Re. Senenmut odgrywał decydującą rolę w edukacji Neferure, był jej piastunem i nauczycielem {Senenmut i młoda księżniczka często ukazywani są razem na reliefach i w rzeźbach}, co wymagało ciągłych kontaktów z jej matką, a dla Senenmuta stwarzało okazję ciągłej obecności przy królowej. Bliskość tych dwojga ludzi nie budzi wątpliwości. Istnieje również domniemanie istnienia romansu między nimi. Przesłanką do tego może być postać Maj-her-pereja, chłopca, a później młodzieńca pojawiającego się w otoczeniu królowej, mającego wyraźne rysy nubijskie. Chłopiec wychowywany był w pałacowej szkole wraz z dziećmi królewskim. Wkrótce został paziem królowej i otrzymał tytuł Nosiciela Wachlarza po Prawicy Króla. Gdy młodzieniec zmarł, został pochowany w Dolinie Królów. Świadczy to bezspornie o jego wysokim urodzeniu i niezwykłym znaczeniu jakie miał on dla królowej. Grobowiec Maj-her-pereja został odkryty 22 marca 1901 roku przez Victora Loreta. Był w znacznym stopniu splądrowany. Mumia znajdowała się w dwóch trumnach, jedna w drugiej, które włożono do prostokątnej skrzyni, wykonanej z drewna cedrowego. Sama mumia, mierząca 1,64 m, owinięta w około 60 metrów lnianych bandaży, nosiła ślady prób obrabowania. Twarz przykrywała pozłacana maska pogrzebowa, ozdobiona złotą opaską. W grobowcu zachowało się wiele przedmiotów wyposażenia grobowego, m.in. skrzynia na urny kanopskie, wizerunki bogów wykonane ze złota, naczynia ceramiczne, wazy z maściami, rytualne Łoże Ozyrysa, wokół którego znajdowało się wiele klejnotów ze złota i jaspisu, amulety, złote tuleje i dwa pudła z szufladami po obu stronach. Zachowały się również ofiarne chleby i ciastka, bukiety i wiosła, wykonane z drewna sykomory, oraz rzecz niezwykła – niewielka szklana buteleczka dekorowana po obu stronach kolorową emalią oraz obroża ulubionej suki Maj-her-pereja z napisem: Suka z jego domu, zwana Ta-niut. Podczas badań mumii na ciele Maj-her-pereja odkryto dziesięć lnianych chust o wymiarach 4,80 m oraz różnych szerokościach, od 1,25 do 1,40 m. Największa chusta, znajdująca się bezpośrednio na ciele, miała na jednym z rogów częściowo wyhaftowany, a częściowo wypisany tuszem napis. Odczytano część znaków, m.in. znak Obu Bogiń, znaki nefer, anch oraz pióro Maat. Nieopodal tej grupy znaków wyraźnie został wypisany tuszem kartusz z imieniem Maat-Ka-Re, a więc imieniem koronacyjnym Hatszepsut. Może to wskazywać na pokrewieństwo Maj-her-pereja i Hatszepsut, a ściślej na to, że był on synem królowej i Senenmuta.
Senenmut osobiście nadzorował prace przy budowie świątyni grobowej w Deir el-Bahari (gdzie kazał wykuć grobowiec także dla siebie) oraz stawianiu monolitycznych obelisków w Karnaku, najwyższych w historii Egiptu, wykutych z asuańskiego granitu, o wadze około 350 ton, które pomimo upływu wielu stuleci nadal stoją na swoich miejscach (największy spośród nich, ważący około 1000 ton, nadal leży w kamieniołomach w Asuanie w miejscu, gdzie zaczęto jego wykuwanie; prawdopodobnie podczas próby uniesienia go kamień nie wytrzymał swej wagi i niestety pękł).
Ważną rolę w otoczeniu Hatszepsut odgrywał Hapuseneb, arcykapłan Amona, pochodzący ze znakomitego rodu. Jego dziadek był wezyrem na dworze Totmesa I. On również był jednym z nadzorców i „wykonawców” świątyni w Deir el-Bahari. Inni dostojnicy to: godny uwagi, kanclerz Nehesy – Nubijczyk, dowódca wyprawy, wysłanej przez królową do Puntu w około 9 roku panowania (1463 p.n.e.).
Wyprawa składająca się z pięciu statków z załogami około 210 żeglarzy i wioślarzy na każdym z nich, miała na celu dostarczenie na dwór egzotycznych towarów i surowców (w tym głównie mirrę, ponoć ulubiony aromat Hatszepsut). Wyprawę tę bogato ilustrują reliefy w świątyni w Deir el-Bahari.
Jeszcze inni dostojnicy to: Dżehuti – główny majordom oraz wezyr Useramon.
Istnieją udokumentowane dowody na przeprowadzenie co najmniej pięciu wypraw wojennych, zorganizowanych za czasów Hatszepsut do Nubii, Palestyny i Syrii, mających na celu utrzymanie egipskiego panowania i wpływów na tych terenach. Stanowiły kontynuację polityki poprzedników, głównie jej ojca Totmesa I.
Hatszepsut, będąc kobietą, ale nosząc męski tytuł królewski i sprawując władzę tradycyjnie od wieków przynależną mężczyznom, była zmuszona czynić wiele starań dla uprawomocnienia swych rządów. Wykorzystywała do tego celu między innymi kult Amona i poparcie jego kapłanów z Karnaku. 
Kobiety w Starożytnym Egipcie miały znacznie wyższy status niż gdziekolwiek indziej w starożytnym świecie. Wiele z nich odegrało znaczące role w kształtowaniu państwa, na przykład królowa Chentikaus, żona faraona Neferirkare I, władcy z V dynastii, Nitokris, królowa – być może ostatnia władczyni VI dynastii oraz Neferusobek, władczyni z końca XII dynastii, po raz pierwszy w tytulaturze określana jako faraon rodzaju żeńskiego. 
Proces przeistaczania się Hatszepsut w męskiego faraona postępował etapami. Królowa stopniowo przyjmowała insygnia władzy: chustę chat, ureusz, ceremonialną sztuczną brodę. Wiele statui ukazuje ją w na wpół żeńskiej i męskiej postaci. Podobnie było z Neferusobek, co nasuwa przypuszczenie, że to na niej wzorowała się Hatszepsut. Po okresie przeistaczania się wszelkie statuy ukazują Hatszepsut w typowo męskiej postaci (również pozbawionej biustu) jako w pełni męski faraon z wszelkimi oznakami władzy. Przyczyna takiego postępowania nadal stanowi zagadkę, lecz według najnowszej teorii było nią dążenie Hatszepsut do bycia Królem, nie zaś królową, regentką czy też Wielką małżonką. Z pewnością wielki wpływ na jej postępowanie wywarł jej ojciec, Totmes I, który ją uważał za prawdziwego następcę tronu. Fragment tekstu z Czerwonej Kaplicy z Karnaku mówi:
„...w obecności całego ludu...wysunął mnie na czoło, bardziej niż Mieszkańca Pałacu. Koronował mnie własnymi rękami. Zostałam wychowana, by stać się Horusem o silnym ramieniu... Nic podobnego nie stało się w odniesieniu do Królów Górnego i Dolnego Egiptu od początku, za pierwszej generacji... Nic podobnego nie znajduje się w rocznikach przodków ani w tradycji ustnej, oprócz tego, co dotyczy mnie, bowiem mnie ukochał mój rodzic, który działał na moją rzecz od czasu, kiedy byłam w gnieździe w Chemmis”.
Było to zapewne dla niej powodem włączenia ojca do swego kultu grobowego, poprzez umieszczenie jego kaplicy w swej świątyni w Deir el-Bahari i prawdopodobnie przeniesienie jego mumii do swego grobowca w Dolinie Królów. Pomimo przeistoczenia się w męskiego faraona, Hatszepsut nadal określała się piękną kobietą i, co znamienne, nigdy nie przyjęła jednego tytułu królewskiego – „Byk potężny...”, tradycyjnie znajdującego się w imieniu horusowym, w tytulaturze królewskiej władców Nowego Państwa.

## Okazałe budowle

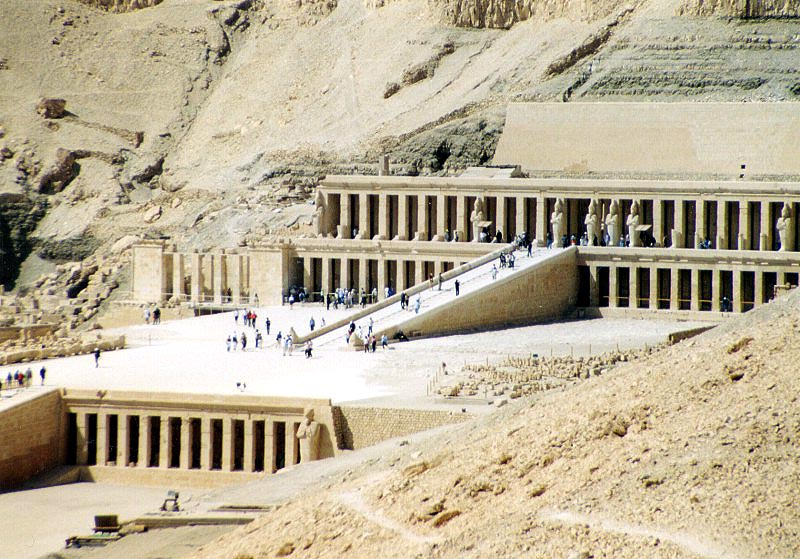
Świątynia Hatszepsut w Deir el-Bahari

Hatszepsut zasłynęła z dokonań budowlanych znacznie liczniejszych i okazalszych niż jej poprzedników, władców Nowego Państwa. Do prac tych zatrudniła dwóch fachowców: znanego od czasów Amenhotepa I dostojnika dworu i architekta o imieniu Ineni oraz wspomnianego Senenmuta. Pod ich nadzorem wykonano wielkie i wspaniałe budowle. Powstały prawdziwe arcydzieła – wspaniała i chyba najokazalsza Świątynia Milionów Lat w Deir el-Bahari oraz budowle w obrębie Świątyni w Karnaku, wspomniane wyżej obeliski oraz słynna Czerwona Kaplica, wzniesiona jako kaplica Świętej Barki. Pierwotnie znajdowała się na centralnym dziedzińcu świątyni w Karnaku. Składała się z dwóch pomieszczeń o łącznych wymiarach około 18 m długości, 6 m szerokości i 5,5 m wysokości. Części górne wykonano z czerwonego kwarcytu, dolne zaś z czarnego diorytu. Budowę kaplicy dokończył Totmes III, lecz później nakazał jej rozbiórkę. Część kamiennych bloków została zużyta natychmiast przy trwającej właśnie budowie świątyni Amona w Karnaku, część wykorzystano jako fundamenty dziewiątego pylonu w świątyni Ptaha. Jednakże zdecydowana ich większość została wykorzystana jako wypełnienie trzeciego pylonu w świątyni Amona. Budowę tę prowadzono w czasach Amenhotepa III. Bloki te przetrwały do naszych czasów we wręcz doskonałym stanie, co umożliwiło w znacznej części rekonstrukcję kaplicy. Dokonano tego w 1997 roku w obrębie muzeum w świątyni w Karnaku.

## Sukcesja
Po śmierci Hatszepsut, władzę (tym razem już samodzielnie i jako dorosły mężczyzna) objął (odzyskał) Totmes III. Po wieloletnim pokojowym panowaniu Hatszepsut stanął on wobec konieczności organizacji wypraw wojennych przeciw koalicjom antyegipskim, powstałym głównie w Syro-Palestynie. Wkrótce po wstąpieniu na tron nakazał usunąć wszelkie wizerunki swej poprzedniczki, a lata swego panowania liczył od śmierci Totmesa II.

## Grobowiec w Dolinie Królów
Hatszepsut kazała wykuć dla siebie grobowiec (KV20) w królewskiej nekropoli w Dolinie Królów, w którym zapewne została pochowana. Oprócz jej sarkofagu w grobowcu tym znaleziono także sarkofag Totmesa I, jej ojca.
26 czerwca 2007 roku egipski archeolog Zahi Hawass, przewodniczący Najwyższej Rady Starożytności, ogłosił, że jeden z odkrytych w 1903 roku sarkofagów w grobowcu KV60 w Dolinie Królów zawiera mumię królowej Hatszepsut. W 1903 roku Howard Carter odkrył w Dolinie Królów grobowiec Hatszepsut z pustym sarkofagiem oraz grobowiec niani Hatszepsut – Sitre, w którym odnaleziono dwie mumie kobiet. Jedną z kobiet była prawdopodobnie Sitre, lecz z braku źródeł identyfikacja okazała się niemożliwa. W odkrytej w 1881 roku skrytce mumii królewskich w Deir el-Bahari znaleziono, pośród wielu przedmiotów, również urnę kanopską z imieniem Hatszepsut. Przy pomocy tomografu komputerowego prześwietlono sześć niezidentyfikowanych dotychczas mumii. Szukając Hatszepsut, wykonano również badanie zawartości urny odkrytej w Deir el-Bahari. Oprócz zmumifikowanej wątroby królowej zawierała ona także ząb trzonowy (z odłamanym jednym korzeniem), który stał się dowodem tożsamości Hatszepsut. Ząb bowiem dokładnie pasuje do ubytku w szczęce (pozostał korzeń po usunięciu zęba trzonowego) jednej z mumii, odnalezionych w 1903 roku w Dolinie Królów w grobowcu Sitre. Analizy stomatologiczne zostały potwierdzone badaniami DNA uzyskanego z zęba i z mumii.

## Tytulatura
Nomen władczyni występuje w dwóch wariantach. Pierwszy to Chenemet-Amon-Hatszepsut („Ta-która-kocha-Amona, Pierwsza z najznamienitszych-kobiet”), który znany jest w dwu formach zapisu:
|                      |        |        |     |         |    |
| \| \| \| \| \| \| \| |        |        |     |         |    |
|                      |        |        |     |         |    |
| i                    | mn · n | W9 · t | HAt | t · A51 | Z3 |

| i | mn · n | W9 · t | HAt | t · A51 | Z3 |

|                      |        |        |     |         |    |
| \| \| \| \| \| \| \| |        |        |     |         |    |
|                      |        |        |     |         |    |
| i                    | mn · n | W9 · t | HAt | t · A51 | Z3 |

| i | mn · n | W9 · t | HAt | t · A51 | Z3 |

|                |        |          |     |
| \| \| \| \| \| |        |          |     |
|                |        |          |     |
| i              | mn · n | W9 · HAt | A51 |

| i | mn · n | W9 · HAt | A51 |

|                |        |          |     |
| \| \| \| \| \| |        |          |     |
|                |        |          |     |
| i              | mn · n | W9 · HAt | A51 |

| i | mn · n | W9 · HAt | A51 |

Drugi zaś to Hatszepsut („Pierwsza z najznamienitszych kobiet”):
|             |     |        |
| \| \| \| \| |     |        |
|             |     |        |
| HAt · t     | A51 | t · Z2 |

| HAt · t | A51 | t · Z2 |

|             |     |        |
| \| \| \| \| |     |        |
|             |     |        |
| HAt · t     | A51 | t · Z2 |

| HAt · t | A51 | t · Z2 |

Po objęciu władzy przyjęła prenomen Maat-Ka-Re („Sprawiedliwa jest dusza Re”):
|             |     |     |
| \| \| \| \| |     |     |
|             |     |     |
| N5          | C10 | D28 |

| N5 | C10 | D28 |

|             |     |     |
| \| \| \| \| |     |     |
|             |     |     |
| N5          | C10 | D28 |

| N5 | C10 | D28 |

To imię również znane jest w kilku formach zapisu. 
Ponadto odczytano imię horusowe władczyni, dwa warianty imienia nebti oraz trzy warianty imienia tzw. Złotego Horusa. U historyków greckich władczyni występuje pod imionami Amensis, Amesis i Amesse.